# Доисторическая Литва
Доисторический период в истории Литвы начинается со времени около 10 000-9 000 гг. до н. э. (конец позднего палеолита), когда закончилось последнее оледенение и территория Прибалтики освободилась от ледника. В это время с запада и с юга в Литву приходит первая волна поселенцев-людей. Следов проживания людей в более раннее время на территории Литвы не обнаружено: во время последнего оледенения она была непригодна для обитания, а следы более ранних поселенцев, если таковые были, должны были быть полностью уничтожены ледником.

## Поздний палеолит
Из-за особого географического расположения Литвы (намного севернее большинства групп неандертальцев) трудно судить, попали ли они на её территорию; возможные следы их пребывания, если таковые были, не сохранились из-за того, что Литва длительное время была покрыта ледником.
Около 16,000 г. до н. э. ледниковый щит отступил с территории Литвы, где сформировался её современный рельеф (за исключением юго-востока). Значительную часть территории страны занимало послеледниковое озеро. Тогда же возник и Неман. Климат был в то время теплее, чем тундровый — скорее субарктический. Типичные представители фауны того времени — лоси, бизоны, тарпаны, олени. Считается, что около 11 тыс. г. до н. э. на территории Литвы появились первые охотники на оленей, пришедшие из Дании и Северной Германии.
Поздний палеолит (финальный) на территории Литвы в основном представлен культурами Бромме-Люнгбю и свидерской.

### Культура Бромме (Люнгбю)
Характерные черты:
- небольшое количество инструментов;
- крупные наконечники стрел (широкоугольные, толстые);
- скребки с обработанной задней частью, однако встречаются и другие типы (боковые, закруглённые, полузакруглённые)
- среднего размера угловатые и ретушированные резцы
- мотыги/топоры типа Люнгбю

Немногочисленные стоянки культуры Бромме-Люнгбю существовали на территории Литвы в 10-9 тыс. до н. э.; это небольшой культурный слой, находок в нём мало. Украшения отсутствуют. Стоянки кратковременные. Исследователям известно около 40 стоянок. Сходные изделия встречаются на территории всей Литвы, Польши, северной Германии, Дании, южной Швеции. На востоке встречаются до Днепра и верховий Волги. Недавно подобные изделия обнаружены и в Великобритании.

### Свидерская культурная группа
Кремнёвые и роговые изделия.

Считается, что палеолитические жители Литвы жили родовыми общинами с экзогамными отношениями и пережитками матриархата.
Палеолит в Литве постепенно переходит в мезолит в связи с изменением природного ландшафта (потепление, смена растительности и исчезновение крупной дичи).
Потомки верхнепалеолитического населения Литвы есть и среди современного населения Прибалтики (по мужской линии — гаплогруппа I1, по женской — различные субклады гаплогруппы U).

## Мезолит
Мезолит (средний каменный век) в Европе возник после окончания последнего ледникового периода в Литве и длился с 9 600 по 5 800 /5 600 гг. до н. э. (в то время как около 10 000 / 9 000 г. до н. э. на Ближнем Востоке уже появились первые неолитические культуры).

На территории Литвы ранее различались следующие мезолитические культуры:
- эпипалеолитические
- Маглемозе
- Неманская культура
- Кундская культура

Согласно последним данным, выделены следующие культуры:
- поздняя свидерская культура (egzistavo dar kelis šimtus metų pačioje mezolito pradžioje)
- поздняя аренсбургская культура (egzistavo dar kelis šimtus metų pačioje mezolito pradžioje)

У представителей нарвской культуры (Spiginas, Kretuonas) определена Y-хромосомная гаплогруппа I2a1 и митохондриальные гаплогруппы U5b, H11a.

## Бронзовый век
Основная статья: lt:Žalvario amžius Lietuvoje
Бронзовый век на территории Литвы длился примерно с XVIII по V в. до н. э., то есть возник довольно поздно (в Европе он распространялся с юго-востока на северо-запад, а ещё раньше возник на Ближнем Востоке). Характерной чертой является широкое распространение керамики, выполненной при помощи гончарного круга.

## Железный век
Основная статья: lt:Geležies amžius Lietuvoje
Железный век на территории Литвы наступил довольно поздно, по сравнению с другими частями Европы, и длился до возникновения первых письменных памятников. В его составе различаются следующие этапы:
- древнейший железнный век (V в. до н. э. — I в.)
- ранний железный век (I—IV вв.)
- средний железный век (V—IX вв.)
- поздний железный век (X—XII вв.) (окончание доисторического периода в Литве — начало исторической эпохи).

В древнейшем и раннем железном веке господствующей была культура штрихованной керамики. В среднем и позднем железном веке - культура восточнолитовских курганов.